# Franz I. (Frankreich)

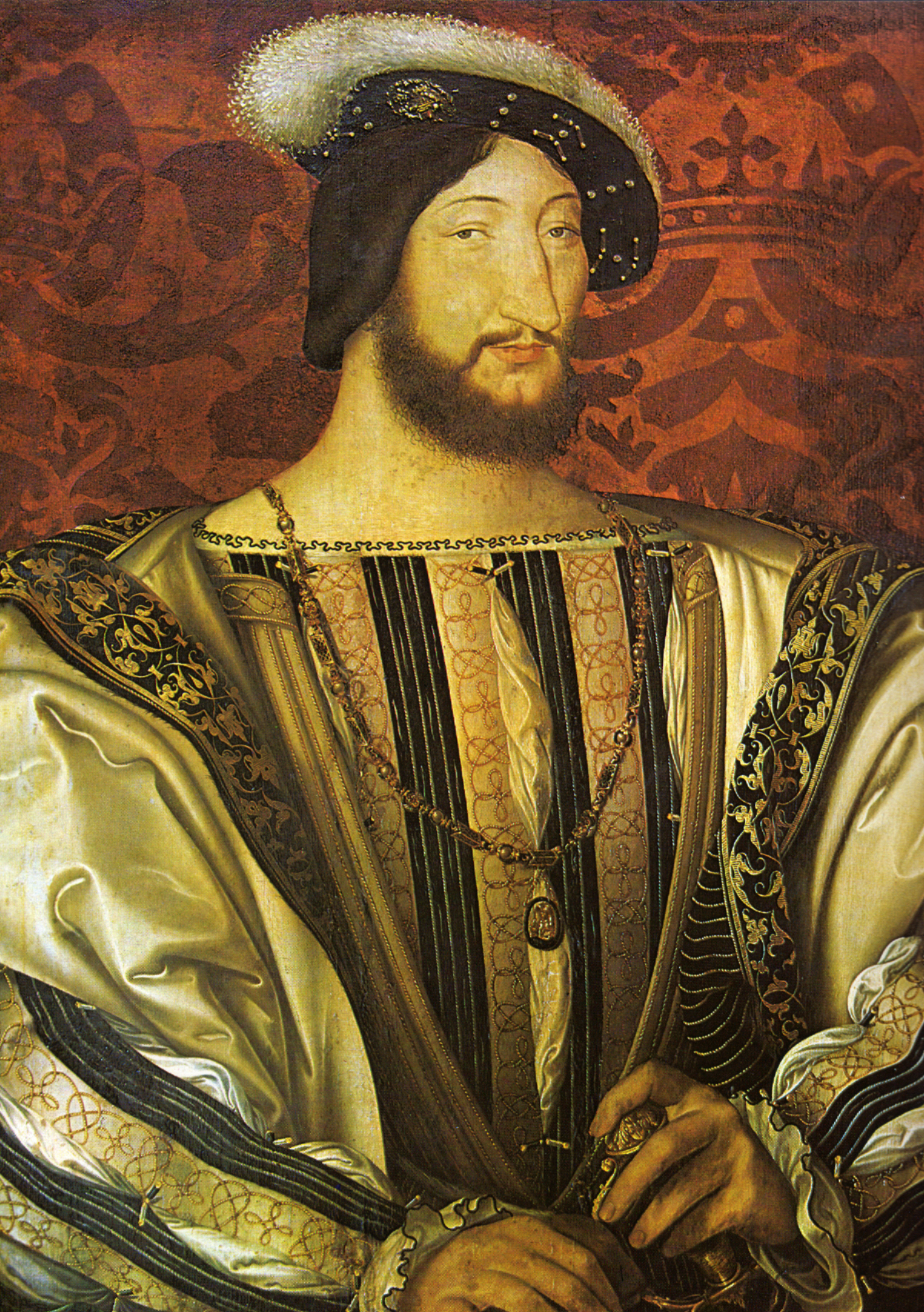
Jean Clouet: Franz I., Porträt aus dem Jahr 1527, Musée du Louvre, Paris

Franz I. (* 12. September 1494 auf Schloss Cognac; † 31. März 1547 auf Schloss Rambouillet), auch genannt der Ritterkönig, frz. François Ier, le Roi-Chevalier, war ein französischer König aus dem Haus Valois-Angoulême, einer Nebenlinie des Hauses Valois.
Er wurde am 25. Januar 1515 in der Kathedrale von Reims zum König von Frankreich gesalbt und regierte das Land bis zu seinem Tod 1547. Innenpolitisch legte die Regierungszeit des Königs das Fundament für die absolute Monarchie und die Hugenottenkriege. Außenpolitisch kämpfte Franz in den Italienischen Kriegen gegen die Universalmonarchie des Habsburgers Karl V. Franz I. gilt als bedeutender Renaissancefürst, der Künste und Wissenschaften großzügig förderte.

## Leben bis zum Herrschaftsantritt

### Herkunft
Franz I. entstammte der Dynastie der Valois. Er wurde am 12. September 1494 als einziger Sohn von Charles de Valois und Luise von Savoyen geboren. Seine ältere Schwester war Margarete, die in zweiter Ehe Heinrich II. von Navarra heiratete und damit Königin von Navarra wurde. Franz’ Thronanspruch ging auf seinen Urgroßvater, Louis de Valois, zurück, der wiederum ein Sohn von König Karl V. (Regierungszeit 1364–1380) war. Seine Mutter, Luise von Savoyen, hat Franz I. nicht nur erzogen, sondern sie fungierte auch später während seiner Abwesenheit von Frankreich als dessen Regentin. Sie glich Gegensätze zwischen verschiedenen Interessengruppen am Königshof aus und bestimmte die Politik ihres Sohnes entscheidend mit.

### Ehe
König Ludwig XII. (Regierungszeit 1498–1514), der letzte männliche Erbe des Hauses Valois-Orléans, zeigte sich enttäuscht von Franz, seinem Erben, der ihm zu sehr den Künsten und der feinen Lebensart zugeneigt schien. Um Franz’ Thronanspruch zu festigen, verheiratete Luise von Savoyen ihren Sohn früh mit der älteren Tochter Ludwigs XII., Claude de France. Aufgrund der Feindschaft, die zwischen Luise und Claudes Mutter, Anne de Bretagne, herrschte, kam es erst am 18. Mai 1514 zur Heirat des Paares, nach dem Tode Annes am 9. Januar 1514. Als Ludwig XII. am 1. Januar 1515 sohnlos starb, erbte Franz I. den französischen Thron.

## Franz I. als König

### Teilnahme am italienischen Krieg (1515/1516)

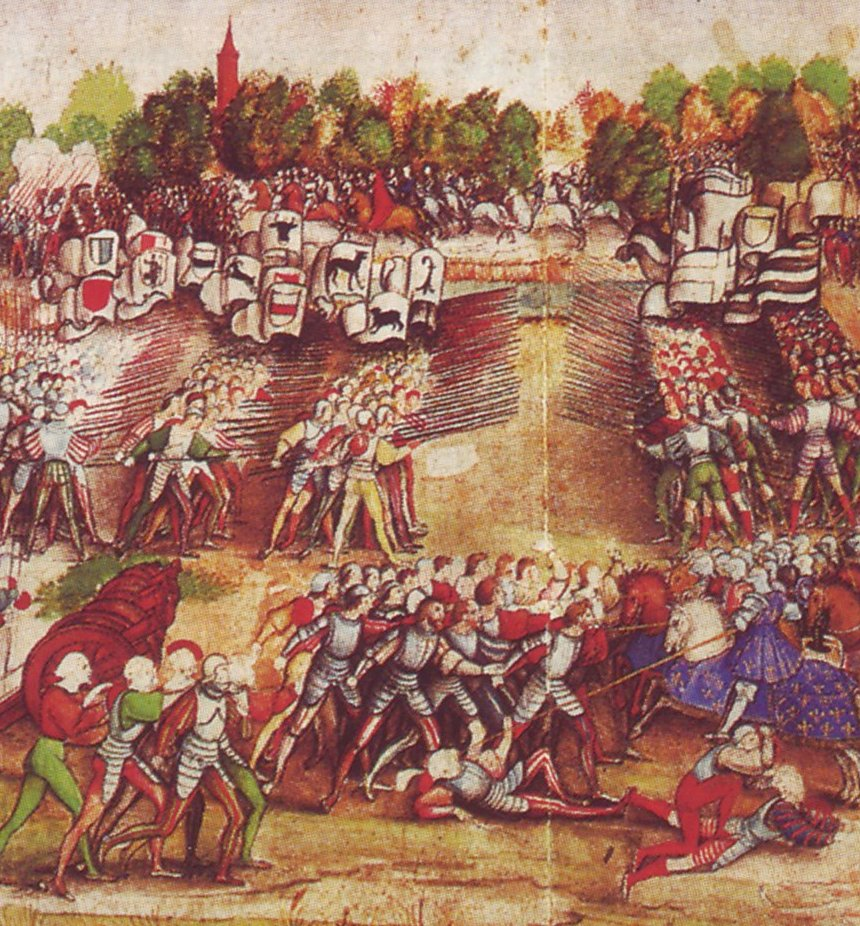
Schlacht bei Marignano

Gleich nach seiner Königssalbung am 25. Januar 1515 stand der junge König vor seiner ersten (kriegerischen) Herausforderung: Er hatte von seinem Vorgänger Ludwig XII. den Streit mit den Eidgenossen um das Herzogtum Mailand geerbt. Als Enkel der mailändischen Prinzessin Valentina Visconti erhob Ludwig XII. Anspruch auf das Herzogtum Mailand. Allerdings ging nach dem Aussterben der Visconti die Herrschaft im Herzogtum Mailand nicht auf den französischen König, sondern auf die Sforza über. Nach der kurzzeitigen Eroberung von Mailand verlor Ludwig XII. seinen italienischen Besitz in der Schlacht bei Novara. Franz I. verfolgte daher das Ziel der Rückgewinnung der italienischen Position. Das Angebot von einer Million Kronen blieb ebenso erfolglos wie diplomatische Verhandlungen – ein bereits fertiger Vertrag wurde nur von den westlichen Schweizer Orten Bern, Freiburg und Solothurn sowie der Stadt Biel, nicht aber von den übrigen eidgenössischen Ständen anerkannt. Daraufhin kam es am 13. September 1515 zur Schlacht bei Marignano, in der der junge König dank seines taktischen Geschicks, der überlegenen Feuerkraft seiner Artillerie und mithilfe des deutschen Landsknechtsregiments, der „schwarzen Garde“ unter Führung des Asche von Cramm, einen glänzenden Sieg errang. Mailand ging in französischen Besitz über, Frankreich galt als der militärisch stärkste Staat Europas. Der „ewige Frieden“ vom 29. November 1516 versprach Franz I. dauerhaften Zugriff auf das Söldnerpotenzial der Eidgenossenschaft.

### Konkordat von Bologna (1516)
In der Kirchenpolitik schloss er am 19. Dezember 1516 mit Papst Leo X. das Konkordat von Bologna, wodurch die französische Krone fast unbegrenzte Kontrolle über die eigene Kirche und deren Besitz bekam. So war Franz I. die Einberufung von Synoden vorbehalten, ebenso konnte er über kirchliche Einkünfte, die Erhebung des geistlichen Zehnten und die Vergabe von Pfründen verfügen. Dadurch wurde endgültig eine vom König abhängige Staatskirche etabliert.

### Ringen um die Kaiserwürde (1519)

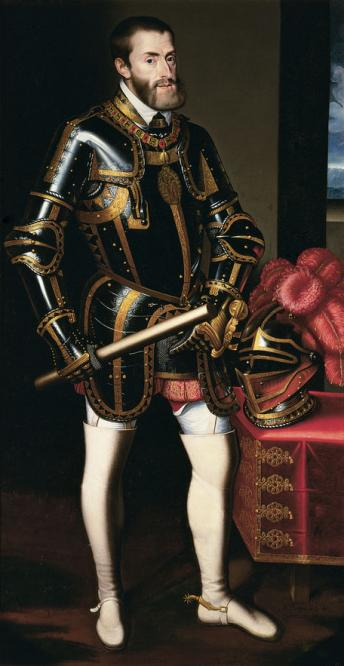
Der Erzfeind: Karl V.

Eine Chance zum weiteren Aufstieg ergab sich, als Maximilian, der Kaiser des Heiligen Römischen Reichs, am 12. Januar 1519 gestorben war. Mehrere Fürsten bewarben sich um die Nachfolge als römisch-deutscher König, die als Vorentscheidung zur Kaiserwürde galt: Maximilians Enkel Karl I. von Spanien, der spätere Karl V., der sächsische Kurfürst Friedrich III., Heinrich VIII. und eben Franz I., der als Inhaber der Mailänder Herzogswürde Fürst des Heiligen Römischen Reiches war. Die habsburgischen Propagandisten verbreiteten nun, Franz I. beabsichtige, die Reichsstände ihrer Freiheiten zu berauben, und sei doch nur ein „Fremdling“; Karl dagegen wurde als „edles deutsches Blut“ dargestellt. Dieses Argument war vorgeschoben, da Karl V. selbst in den Burgundischen Niederlanden aufgewachsen war und Flämisch, Französisch und Spanisch sprach, jedoch Deutsch nur schlecht verstand. Für Franz sollte die Kaiserwürde die rechtliche Unantastbarkeit seiner Position in Italien herbeiführen. Außerdem würde der Erwerb des römisch-deutschen Königtums durch Karl V. bedeuten, dass Frankreich geopolitisch im Westen (Königreich Spanien) und Osten (Heiliges Römisches Reich) umzingelt wäre. Die Franzosen nutzten die Idee eines Kreuzzuges gegen das Osmanische Reich, um ihrerseits um die Stimmen der Kurfürsten zu werben; nur die leistungsfähige Streitmacht Frankreichs könne den Vormarsch der Osmanen stoppen. In diesem Zusammenhang – der Demonstration der Leistungsfähigkeit Frankreichs – befahl Franz I. im Jahr 1519 den Bau von Schloss Chambord als Sinnbild des Fortschritts und der Stärke.
Da Franz I. 300.000 Gulden Bestechungssumme anbot, fühlte sich Karl V. genötigt, eine weit höhere Summe aufzubieten, um die Wahl des französischen Königs auf den deutschen Königsthron zu verhindern. Die Fugger finanzierten Karls Bestechungsgeld. Die sieben Kurfürsten entschieden sich bei der Königswahl in Frankfurt am Main am 28. Juni 1519 für den Habsburger. Die damit einsetzende Feindschaft zwischen Franz I. und Karl V. legte das Fundament für den französisch-habsburgischen Gegensatz, der bis zum Vertrag von Versailles (1756) die europäische Politik bestimmte.

### Camp du Drap d’Or
Franz I. suchte nach Möglichkeiten, um die von ihm befürchtete „Habsburger Einkreisung“ seines Königreichs zwischen dem Heiligen Römischen Reich und dem Königreich Spanien zu umgehen und durch ein denkbares Bündnis mit dem englischen König Heinrich VIII. als Gegengewicht diplomatisch zu erkunden. In diesem Zusammenhang trafen sich die beiden Monarchen vom 7. bis 24. Juni 1520 in der Nähe von Calais im Camp du Drap d’Or. Sie versuchten sich durch Entfaltung von Prunk und Pomp zu übertreffen, tauschten Geschenke aus und begegneten sich relativ misstrauisch. Politisch erreichte man kein politisches oder militärisches Bündnis, sondern bestätigte gerade einmal den bestehenden Vertrag von London, der aber zumindest vorübergehend die Gefahr für Franz I. reduzierte, dass Heinrich VIII. auf Seiten der Habsburger gegen ihn in einen Krieg einträte oder englische Ansprüche auf die Normandie oder Aquitanien wieder aufleben ließe.

### Verlust von Mailand (1521)

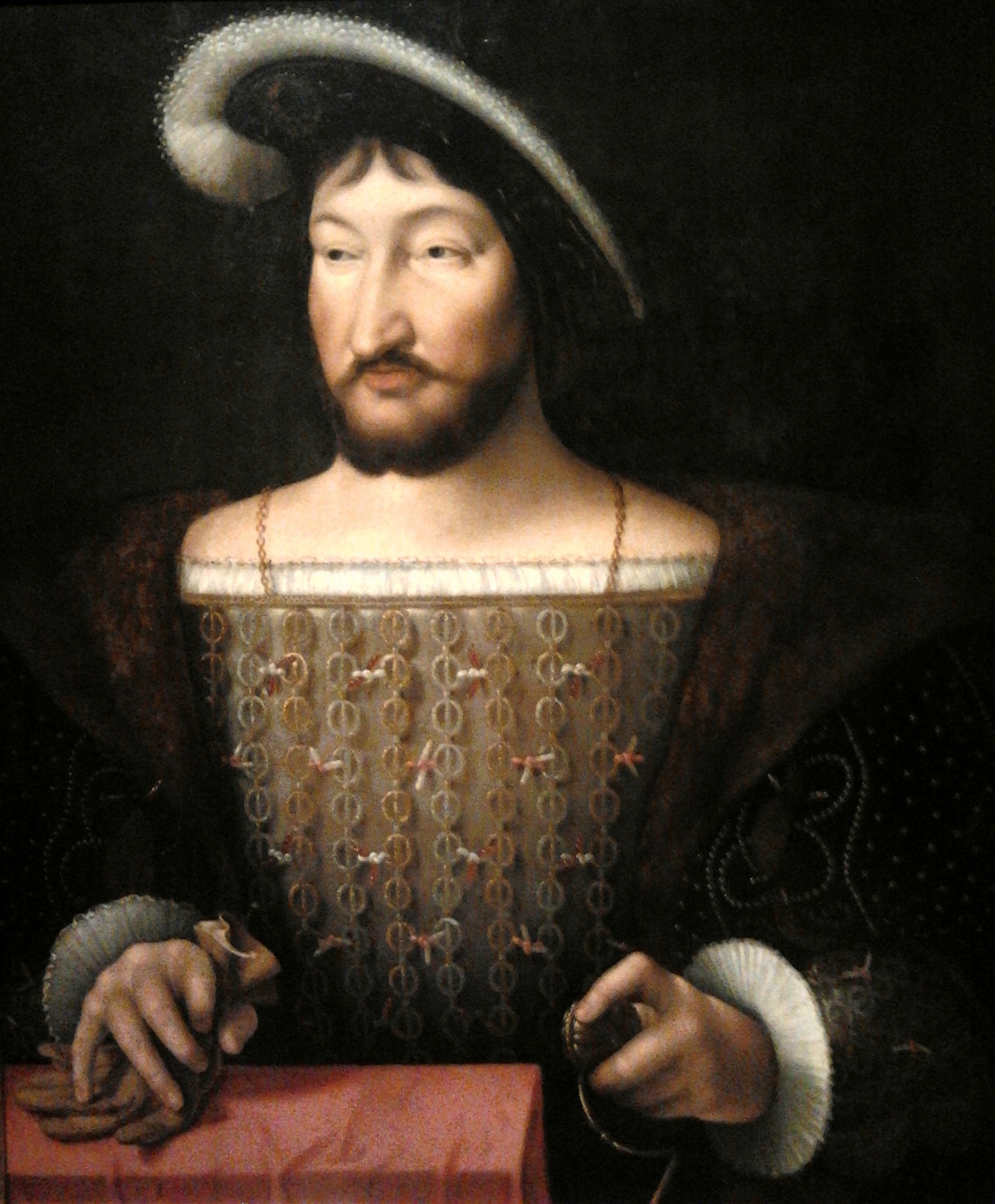
Franz I., Porträt aus der Werkstatt des Joos van Cleve, um 1530

Weil Kaiser Karl V., abgesehen von seinen österreichischen Erblanden, über viele an Frankreich angrenzende Territorien herrschte (namentlich Spanien, die Niederlande und die Freigrafschaft Burgund), fühlte sich Franz eingekreist. Diese Einkreisung zu durchbrechen und die Macht seines Rivalen zu schwächen, war das zentrale Motiv seiner Außenpolitik. Er führte mehrere Kriege mit dem Ziel, das Herzogtum Mailand zu erobern und so die Oberhoheit über Norditalien zu gewinnen. Es begann eine Fortsetzung der Italienischen Kriege. Im Jahr 1521 erreichte Karl V. einen zu seinen Gunsten ausfallenden Bündniswechsel von Papst Leo X. Auf diese Weise gelang es Karl am 19. November 1521, den Franzosen Mailand zu entreißen. Die Sforza kehrten nach Mailand zurück. Ein persönliches Erscheinen des Königs in Italien wurde aus französischer Sicht immer dringender.

### Einzug der Lehensgüter (1522 und 1532)
Das „frühabsolutistische Regiment“ Franz’ I. ließ sich schwer mit der Macht des Adels und dem Fortbestand großer Lehen vereinbaren. Die Königinmutter Luise von Savoyen beanspruchte im Jahr 1522 die Reichtümer des Hauses Bourbon auf Grund ihrer Verwandtschaft mit Suzanne de Bourbon-Beaujeau. Im Jahr 1532 konnte Franz I. die Bretagne auf Dauer an die Krone binden. Diese Einheit des Königreiches sicherte Franz I. im Jahr 1534 mit der Rekrutierung einer französischen Infanterie. Der Großteil der Infanterie kam jedoch weiterhin aus der Eidgenossenschaft und dem Heiligen Römischen Reich.

### Reformen (1523 und 1539)
Die größten Reformbemühungen zeigte Franz I. auf dem Gebiet der Finanzverwaltung. Im Jahr 1523 machte der König das Schatzamt zur Zentralstelle aller Einnahmen des Königreiches (Domäneneinkünfte, Steuern und aus Ämterkauf erzielte Einnahmen). Das Schatzamt unterstand fortan direkt der Aufsicht des Königs. Zur Vereinfachung der Steuererhebung teilte man das Königreich in sechzehn Finanzbezirke auf. Der massive Ausbau der Bürokratie ist ebenso zu nennen.

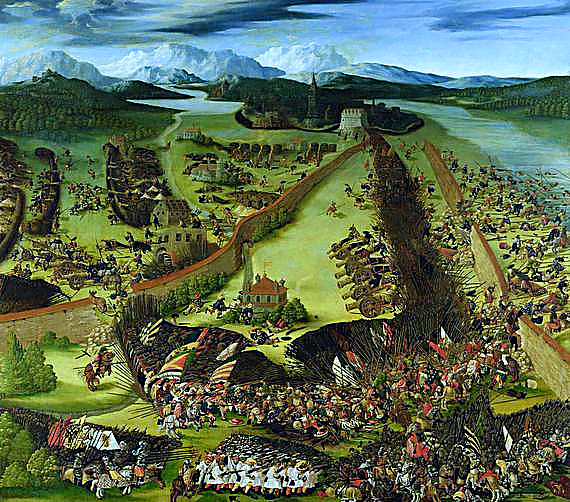
Schlacht bei Pavia

### Schlacht bei Pavia (1525)
Erst nach dem misslungenen Feldzug des kaiserlichen Heeres in Südfrankreich stieß Franz I. nach Oberitalien vor, schnitt den Truppen Karls V. die Rückzugslinie ab und eroberte Mailand zurück, wo er am 26. Dezember 1524 einzog. Mit dem neuen Papst Clemens VII. und der Republik Venedig verbündet, glaubte Franz I. seinen militärischen Triumph von 1515 wiederholen zu können. Am 24. Februar 1525 geriet er jedoch in der Schlacht bei Pavia (1525) durch persönlichen Übermut in kaiserliche Gefangenschaft. Über die Gefangennahme schrieb Charles de Lannoy, Vizekönig von Neapel, an Karl V.:

„Gott hat euch jetzt Eure Gelegenheit gegeben, und niemals werdet Ihr besser Eure Kronen empfangen können als jetzt. Dies Land (Italien) kann sich zur Zeit so wenig auf Frankreich stützen wie Navarra, dessen Erbe mitgefangen ist. Meine Meinung wäre, dass ihr jetzt nach Italien kommen müßtet.“

### Spanische Gefangenschaft (1525)

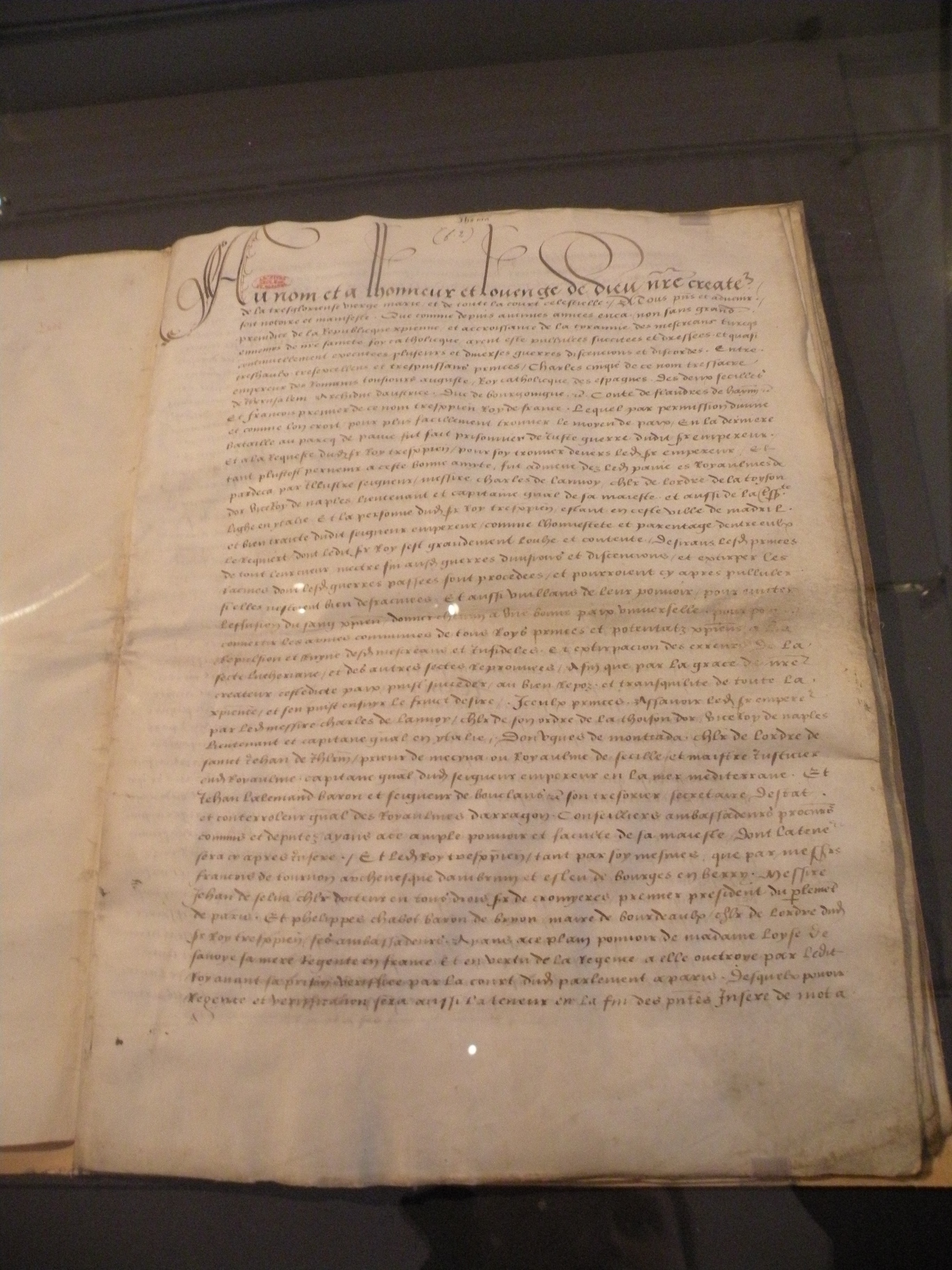
Frieden von Madrid

Am 19. Juni 1525 traf Franz I. in Barcelona ein; seit dem 20. Juli 1525 hielt er sich in Madrid auf. Dort war Franz I. bereit, auf Italien und die Lehenshoheit in Flandern und im Artois zu verzichten. Der Forderung Karls V., auch Burgund zurückzugeben, verweigerte sich der König von Frankreich jedoch. Erst im November 1525 ging Franz auf die Forderung unter der Bedingung ein, die Übergabe Burgunds erst nach seiner Rückkehr nach Frankreich vornehmen zu können. Die Freilassung des französischen Königs sollte unter der Zurücklassung seiner beiden Söhne erfolgen. Die beiden Söhne lebten bis zum Frieden von Cambrai (1530) unter ungünstigen Bedingungen auf verschiedenen kastilischen Festungen. In Paris widerrief Franz I. den Frieden von Madrid, da er unter Zwang gehandelt habe, was zum erneuten Krieg mit Karl V. führte.

### Französisch-habsburgischer Krieg von 1526–1529
Am 22. Mai 1526 schloss Franz I. mit Papst Clemens VII., Francesco II. Sforza, Florenz und Venedig die Liga von Cognac ab. Ziel der Koalition war die Vertreibung der Spanier aus Neapel, die Rückgewinnung Mailands für Frankreich und die Befreiung von Franz’ Söhnen aus der spanischen Gefangenschaft. All das hatte die Fortsetzung des Krieges in Italien zur Folge. Im Zuge des Sacco di Roma am 6. Mai 1527 wurde Papst Clemens VII. durch Karl V. zur Kapitulation gezwungen. Als der französische König den Sold nicht zahlte, trat Genua 1528 in die Dienste des deutschen Kaisers. Die Genuesen zogen ihre Truppen und Flotte aus Neapel ab und beendeten so die Belagerung der Stadt. Die Franzosen mussten in der Folge Genua verlassen und erlitten am 21. Juni 1529 eine schwere Niederlage bei Landriano. Nachdem beide Seiten erschöpft waren, wurde der Damenfriede von Cambrai geschlossen, der den Status quo bestätigte: Franz I. musste auf jeden Besitz in Italien verzichten. Die italienischen Verbündeten Frankreichs mussten die Herrschaft Karls V. in Italien anerkennen. Auch die Souveränitätsrechte in Artois und Flandern musste Franz aufgeben. Schließlich wurde die Eheschließung zwischen Eleonore von Kastilien und Franz I. beschlossen. Dies bedeutete ein spanisch-französisches Bündnis. Die Söhne von Franz I. wurden freigelassen. Die italienische Frage schien gelöst.

### Kolonialpolitik (1534)

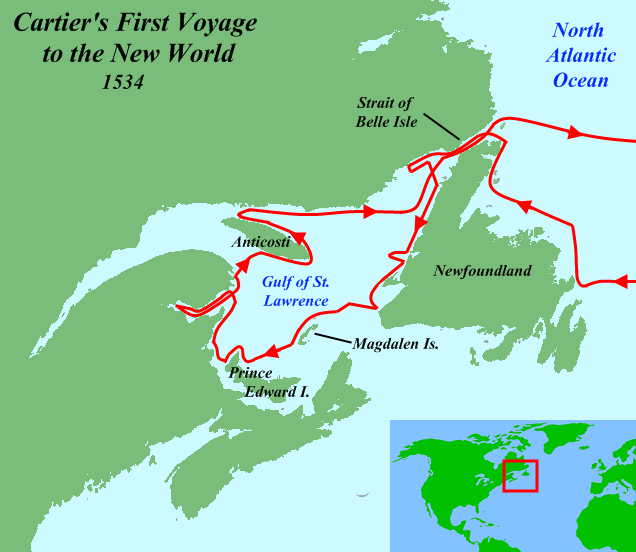
Erste Reise des Seefahrers Jacques Cartier am Sankt-Lorenz-Golf

Der König erkannte niemals den Alleinanspruch der Spanier und Portugiesen auf die Erwerbungen in der Neuen Welt an, welcher durch den Vertrag von Tordesillas geregelt werden sollte. Franz I. entsandte deshalb den französischen Seefahrer Jacques Cartier, um Nordamerika zu erforschen und dort vermutete Reichtümer für Frankreich zu beanspruchen. Cartier erreichte am 10. Mai 1534 die Nordküste von Neufundland. Danach segelte er über den Sankt-Lorenz-Strom tiefer ins Land hinein (siehe Karte) und legte damit den Grundstein für die spätere Kolonie Neu-Frankreich. 
Der Italiener Giovanni da Verrazzano wurde im gleichen Jahr von Franz I. beauftragt, in der Region zwischen Florida und Neufundland nach einer See-Route in Richtung des Pazifik und damit nach China zu suchen. Er erreichte den amerikanischen Kontinent am 1. März 1534 in der Nähe von Cape Fear, im heutigen Bundesstaat North Carolina gelegen.

### Affaire des Placards (1534–1535)
Franz I. war ein klarer Gegner der Reformation, unterstützte jedoch die deutschen Protestanten, um den römisch-deutschen Kaiser Karl V. politisch zu schwächen. Mit der Plakataffäre erreichte der Konflikt zwischen Franz I., seinen Räten und dem Parlament einen Höhepunkt. Am 17. Oktober 1534 fand man in Paris Pamphlet-Plakate, die sich gegen die traditionelle Ausübung der heiligen Messe aussprachen. Eine mögliche Abspaltung von der katholischen Kirche drohte die politische Einheit Frankreichs zu gefährden und damit auch die Macht des Königs einzuschränken. Innerhalb kurzer Zeit wurde eine nicht genau bekannte Zahl Personen verhaftet und hingerichtet (mindestens 25 Personen). Unterstützt wurde das harte Durchgreifen des Königs vom Parlament in Paris.

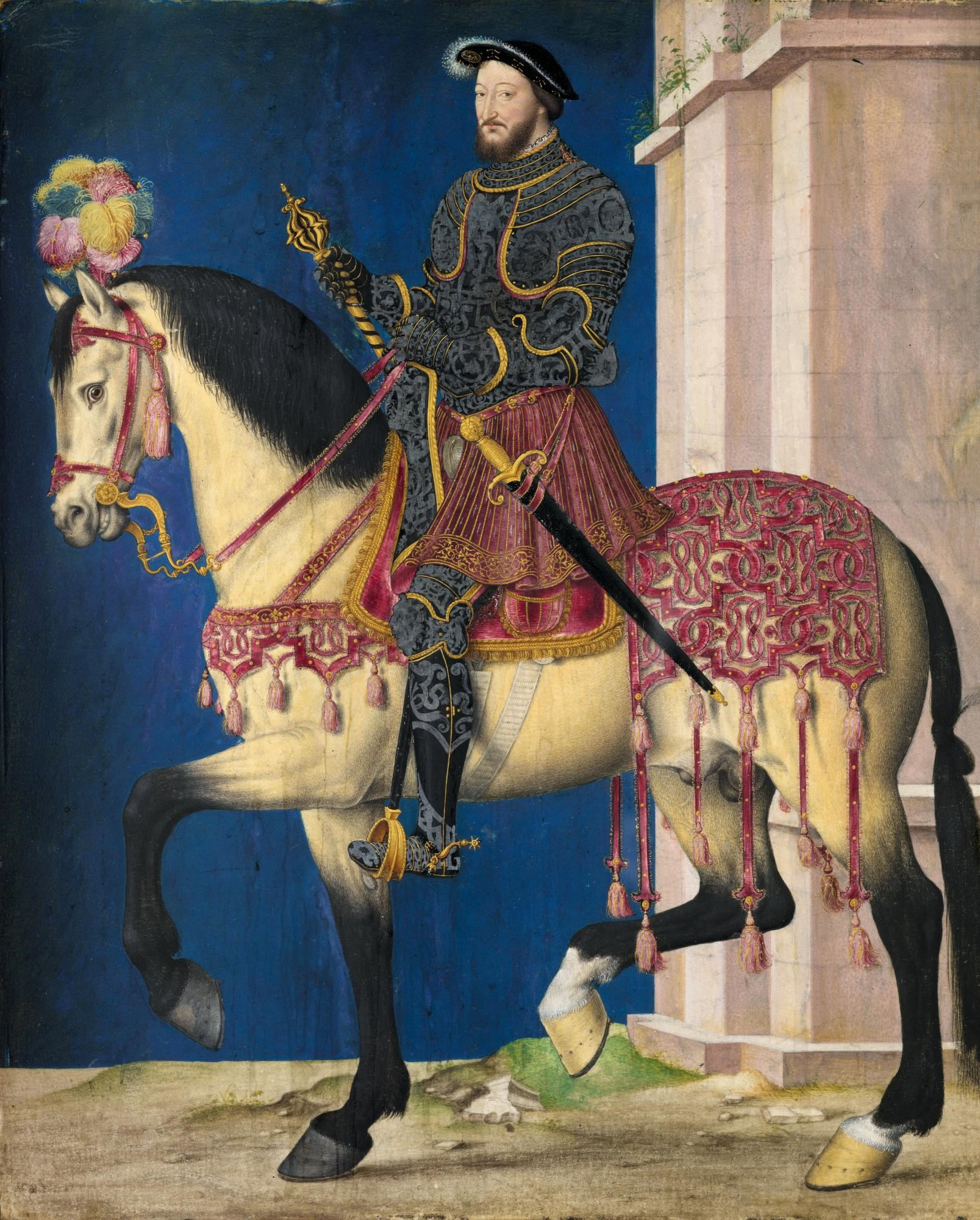
François Clouet: Reiterbild Franz’ I. aus dem Jahr 1540

Mit dem Edikt von Coucy beendete Franz I. die Plakataffäre. Das Edikt legte fest, dass allen Häretikern Amnestie und die Rückgabe des konfiszierten Eigentums versprochen werde, wenn sie innerhalb von 6 Monaten ihrem Irrglauben abschwörten.

### Französisch-habsburgischer Krieg von 1536–1538
Im Jahr 1531 bereitete Franz I. einen weiteren Krieg in Italien gegen Karl V. vor: Er verheiratete seinen zweitgeborenen Sohn Heinrich mit Caterina de Medici, der elfjährigen Nichte von Papst Clemens VII. Das Heiratsprojekt hatte die Funktion, eine politische Allianz zwischen Frankreich und dem Papst zu schmieden. Der Tod des mailändischen Herzogs Francesco II. Sforza veranlasste Franz, seine Ansprüche auf das Herzogtum zu erneuern. In einem Präventivschlag konnten die französischen Truppen zunächst Savoyen und Piemont erobern. Franz I. annektierte diese Gebiete und machte Ansprüche seiner verstorbenen Mutter Luise von Savoyen geltend. Karl V. startete eine Invasion in der Provence. Die Stadt Marseille hielt der Belagerung durch kaiserliche Armee und Flotte stand. Das Flottenbündnis Franz’ mit den Osmanen bedrohte die italienische Küste. Papst, Kaiser und Venedig schlossen daher ein Bündnis gegen Frankreich. Im Juni 1538 vermittelte Papst Paul III. in Nizza einen zehnjährigen Waffenstillstand zwischen Karl V. und Franz I. Das Herzogtum Piemont sollte noch bis zur Schlacht von Saint-Quentin französisch besetzt bleiben. Im Juli 1538 vereinbarten Karl und Franz eine gemeinsame, militärische Abwehr der Osmanen.

### Französisch-habsburgischer Krieg von 1542–1544
Karl V. und Heinrich VIII. von England begannen mit einer Invasion Frankreichs. 1543 belagerten französische Truppen gemeinsam mit einer osmanischen Flotte unter dem Kommando von Khair ad-Din Barbarossa Nizza, mussten die zu großen Teilen eroberte Stadt aber bald wieder räumen. Die osmanische Flotte überwinterte daraufhin in Toulon, das Franz zu diesem Zweck von seinen Bewohnern hatte räumen lassen. Karl marschierte auf Paris, wurde jedoch bei Saint-Dizier entscheidend geschwächt. Im Frieden von Crépy wurden die alten Friedensverträge mit dem Kaiser bestätigt. Französischer Invasionsversuch Englands: Heinrich VIII. nahm Boulogne ein. Vertrag von Ardres mit England: Boulogne wurde gegen zwei Millionen Écu zurückgegeben.

### Steuerpolitik
Seine fortgesetzten Kriege vor allem gegen Italien und seine zahlreichen Bauvorhaben belasteten die Staatskasse und in der Folge wurden die Steuern erhöht. Er verdoppelte die Steuer für Bauern (taille) und verdreifachte die Salzsteuer (gabelle).

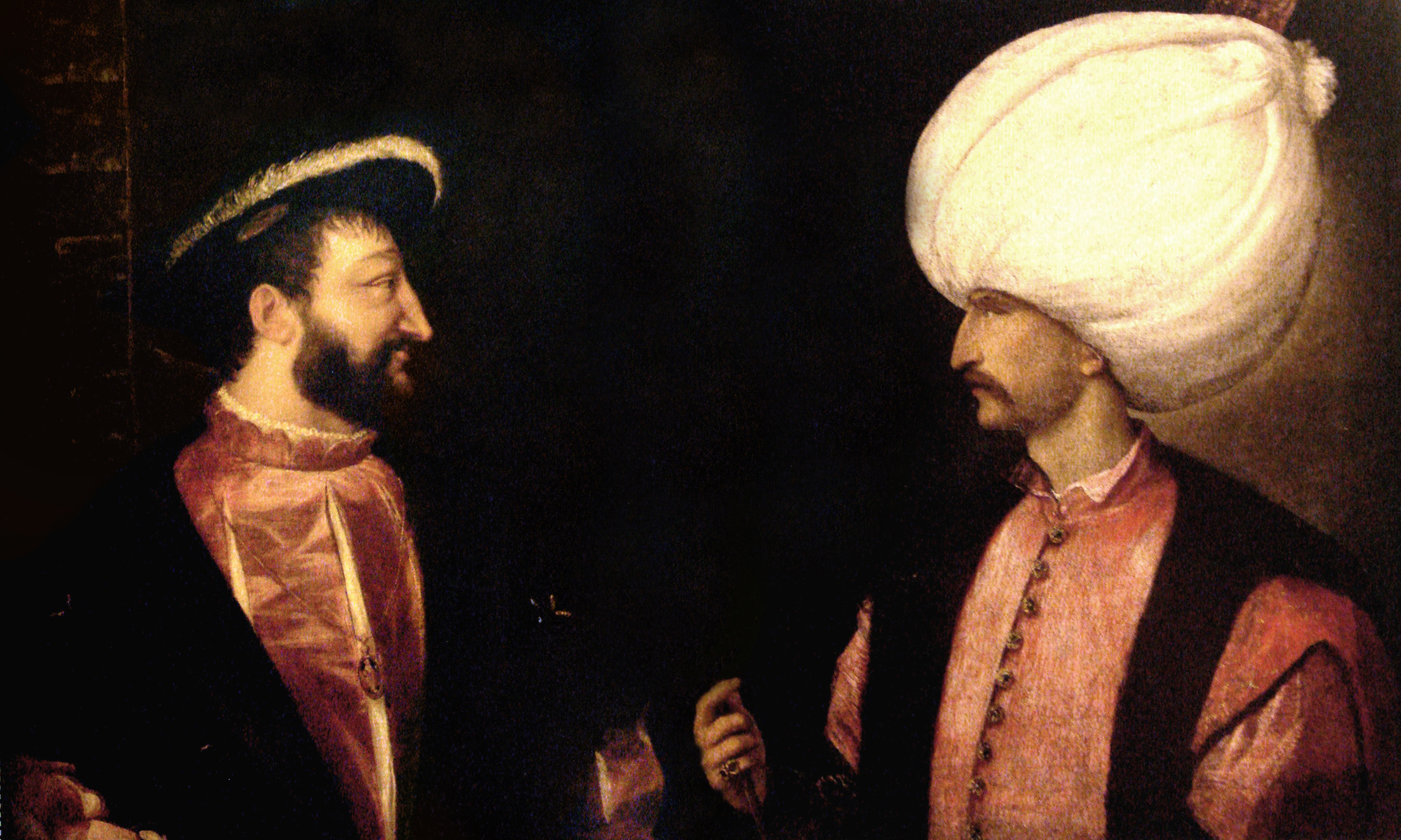
Franz I. (links auf dem Bild) und Sultan Süleyman I. (rechts). Gemälde von Tizian um 1530.

### Beziehungen zum Osmanischen Reich
Zum gleichen Zweck bemühte sich Franz I. um ein regelrechtes Bündnis mit dem Osmanischen Reich. Nachdem er bereits 1528 einen Vertrag mit Johann Zápolya von Ungarn abgeschlossen hatte, dem osmanischen Vasallen und Gegenkönig gegen den Habsburger Ferdinand I., verstetigten sich die diplomatischen Kontakte. Seit 1533/34 hatte jedes Reich einen Botschafter in der Hauptstadt des anderen. 1536 versuchte Franz Sultan Süleyman I. für einen Angriff auf die habsburgischen Besitzungen in Unteritalien zu gewinnen. Das erhoffte Militärbündnis kam nicht zustande, doch gelang es dem Gesandten des Königs, in Istanbul einen weitreichenden Handelsvertrag abzuschließen, die sogenannte capitulation (türk.: ahdname). In ihnen wurden für beide Vertragspartner freie Schifffahrt und freier Handel in den Territorien der Gegenseite festgelegt, eine Besteuerung als Inländer (das heißt, Franzosen wurden von der Dschizya befreit) und eine eigene Gerichtsbarkeit. Die Zusammenarbeit zwischen Frankreich und dem Osmanischen Reich – „die erste nicht-ideologische Allianz dieser Art zwischen einem christlichen und einem nicht-christlichen Reich“ – wurde von Habsburger Seite propagandistisch ausgeschlachtet: So verbreitete Karl V. unter den deutschen Reichsständen, an Franz’ Hof gingen Menschen in türkischer Kleidung ein und aus, während solche in deutscher Kleidung blutig verfolgt würden. Von seinen freundschaftlichen Beziehungen zum Osmanenreich rückte Franz I. erst 1544 in den geheimen Zusatzbestimmungen zum Frieden von Crépy ab, als er einwilligte, sich mit 10.000 Fußsoldaten und 600 Reitern an der Reichstürkenhilfe zu beteiligen.

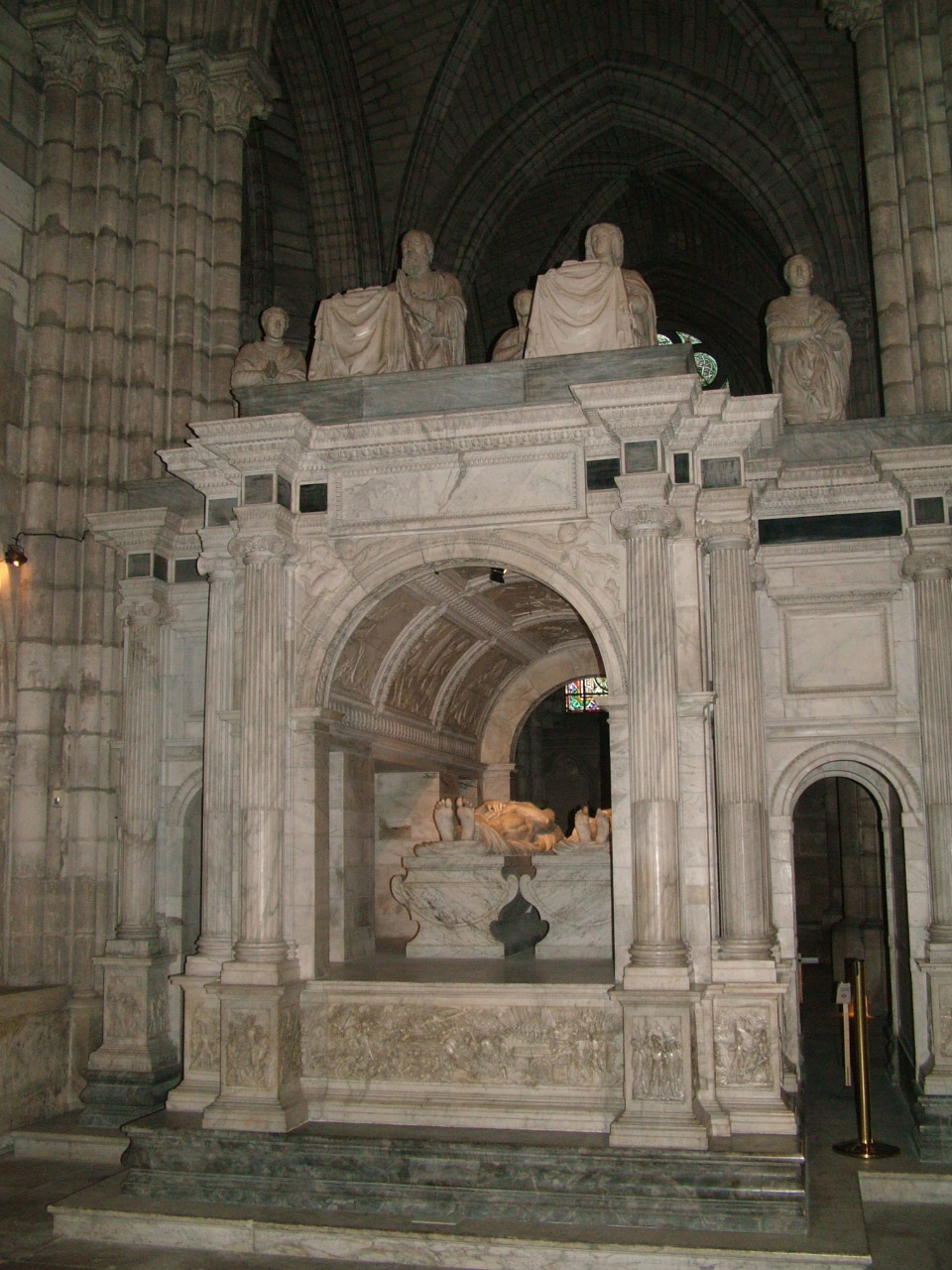
Grab von Franz I. und Königin Claude

### Tod
Franz I. starb während der Vorbereitung einer erneuten Invasion der Niederlande und Spaniens. Seine Angriffskriege brachten zwar keine politischen Nachteile für Frankreich, er konnte aber Mailand nicht erwerben. Bei seinem Tode waren mit Savoyen und Piemont große Teile Norditaliens französisch besetzt und sollten in Provinzen umgewandelt werden.
Franz wurde mit seiner ersten Frau, Claude de France, Herzogin der Bretagne, in der Basilika Saint-Denis bei Paris beigesetzt. Bei der Plünderung der Königsgräber von Saint-Denis während der Französischen Revolution wurde sein Grab am 20. Oktober 1793 geöffnet und geplündert, seine Überreste wurden in einem Massengrab außerhalb der Kirche verscharrt.

## Kunst und Kultur
Franz I. gilt als der erste französische König der Renaissance. Unter seiner Herrschaft erlebten die Künste in Frankreich eine rasche Entwicklung. Schon als Herzog von Angoulême berief er im Jahr 1509 Pierre Passereau zum Kapellsänger in seinen Diensten. Bei seinem Amtsantritt im Jahr 1515 galt er als humanistisch gebildeter König. Mehr als jeder seiner Vorgänger zeigte er sich gegenüber dem Gedankengut von Renaissance und Humanismus, das ihm vor allem von seinem Lateinlehrer, Desmoulins, und seiner Mutter nahegebracht worden war, aufgeschlossen. Als Förderer der Wissenschaften ließ er sich 1515 auf einer Insel vor Marseille ein Rhinozeros vorführen, ein Geschenk des portugiesischen Königs Manuel I. für Papst Leo X., das auf einem Schiff nach Rom gebracht wurde. Als dunkle Seite seines Charakters wird mitunter die Einrichtung eines für den Gebrauch des Königs bestimmten Palastbordells beurteilt.

### Kunst
Seine beiden Vorgänger Karl VIII. und Ludwig XII. hatten viel Zeit in Italien verbracht, es war ihnen aber nicht gelungen, die neuen Kultur- und Kunstströmungen, die sich dort entwickelten, nach Frankreich zu bringen. Dennoch hatten sie die Grundlagen für das spätere Erblühen der Renaissance in Frankreich geschaffen. Franz I. vergab zahlreiche Aufträge und ließ Künstler nach Frankreich holen, unter anderem auch Andrea del Sarto und im Jahre 1516 Leonardo da Vinci. Leonardo da Vinci blieb bis zu seinem Tod in Frankreich.
Über Agenten ließ der König viele Werke italienischer Künstler wie Michelangelo, Tizian und Raffael aufkaufen und legte so den eigentlichen Grundstock der königlichen Gemäldesammlung, die heute im Louvre ausgestellt ist.

### Architektur

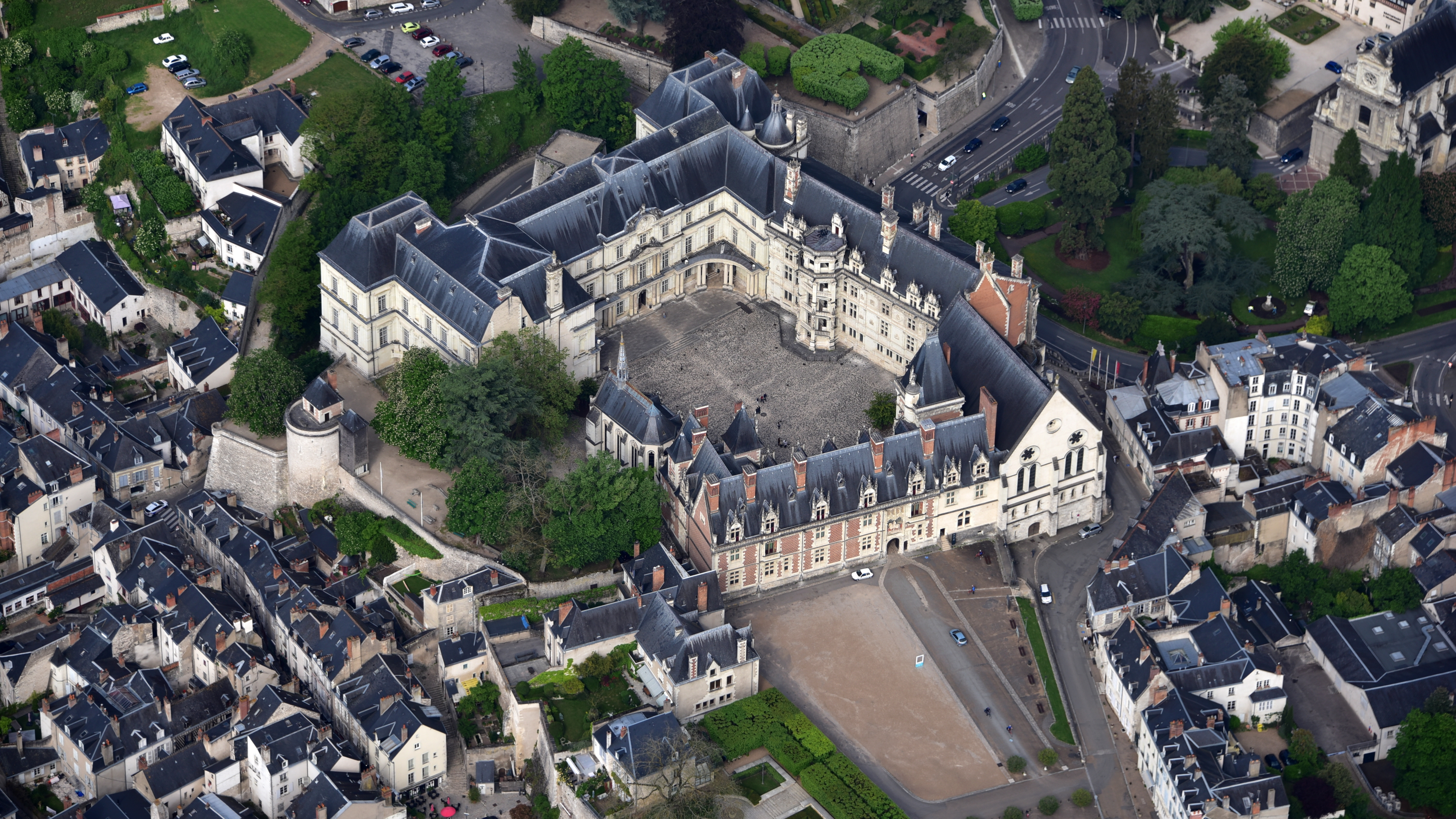
Schloss Blois

Bis 1528 wandte sich Franz I. den Schlössern der Loire zu. Dort hatten schon im 15. Jahrhundert französische Könige Burgen und Schlösser erbauen lassen, da die königliche Hauptstadt Paris während des Hundertjährigen Krieges (1337–1453) von den Truppen des englischen Königs besetzt worden war. Auch nach dem Hundertjährigen Krieg blieb die Loire ein Schwerpunkt der Königsherrschaft. Franz I. gilt als letzter der sogenannten Loire-Könige. Schloss Blois ließ Franz um einen Flügel und Loggien sowie eine Außentreppe erweitern. Wichtigstes Bauvorhaben an der Loire war jedoch Schloss Chambord. Schloss Chambord sollte seinen Anspruch auf die Krone des Heiligen Römischen Reiches und die Verheißung eines neuen Zeitalters unter seiner Führung symbolhaft zum Ausdruck bringen. Das Bauwerk vermischt sowohl Stilelemente der italienischen Renaissance und französischen Gotik. 

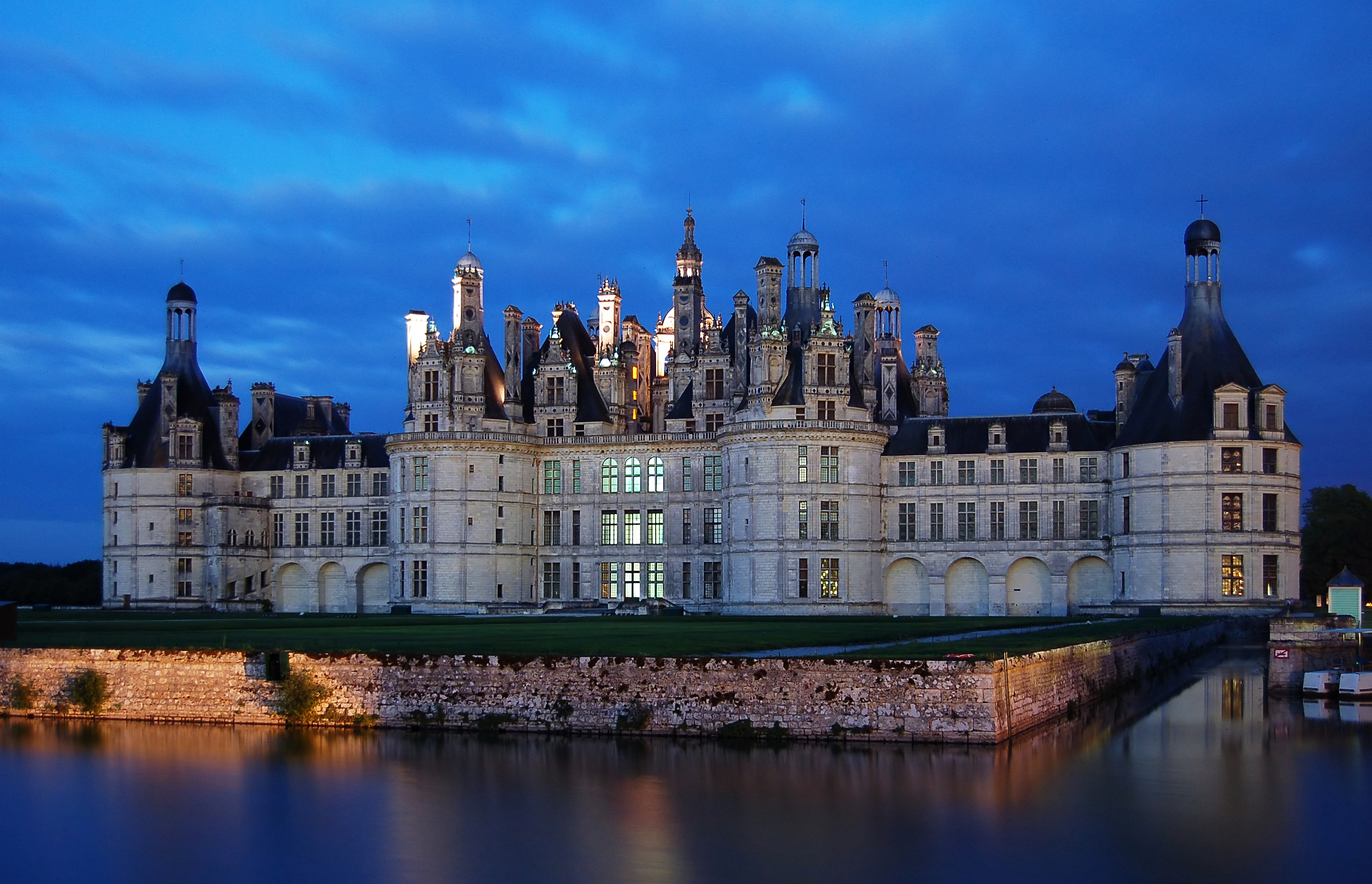
Schloss Chambord

Die Loire-Schlösser hatten allerdings den Nachteil, dass sie weit von Paris entfernt waren. Denn Paris blieb allein deshalb von größter politischer Bedeutung, weil hier das Parlament seinen Sitz hatte, das jeden legislativen Erlass des Königs ratifizierte. In der Nähe von Paris ließ Franz der I. daher Schloss Saint-Germain-en-Laye und in Bois de Boulogne das sogenannte „Schloss Madrid“ erbauen. In Paris selbst wurde der Louvre ausgebaut.
Ab 1528 begann Franz der I. mit der Erweiterung des mittelalterlichen Schlosses Fontainebleau nahe Paris, das bald zu seinem beliebtesten Aufenthaltsort wurde, vor allem aufgrund der umgebenden Jagdwälder.

### Reisekönigtum

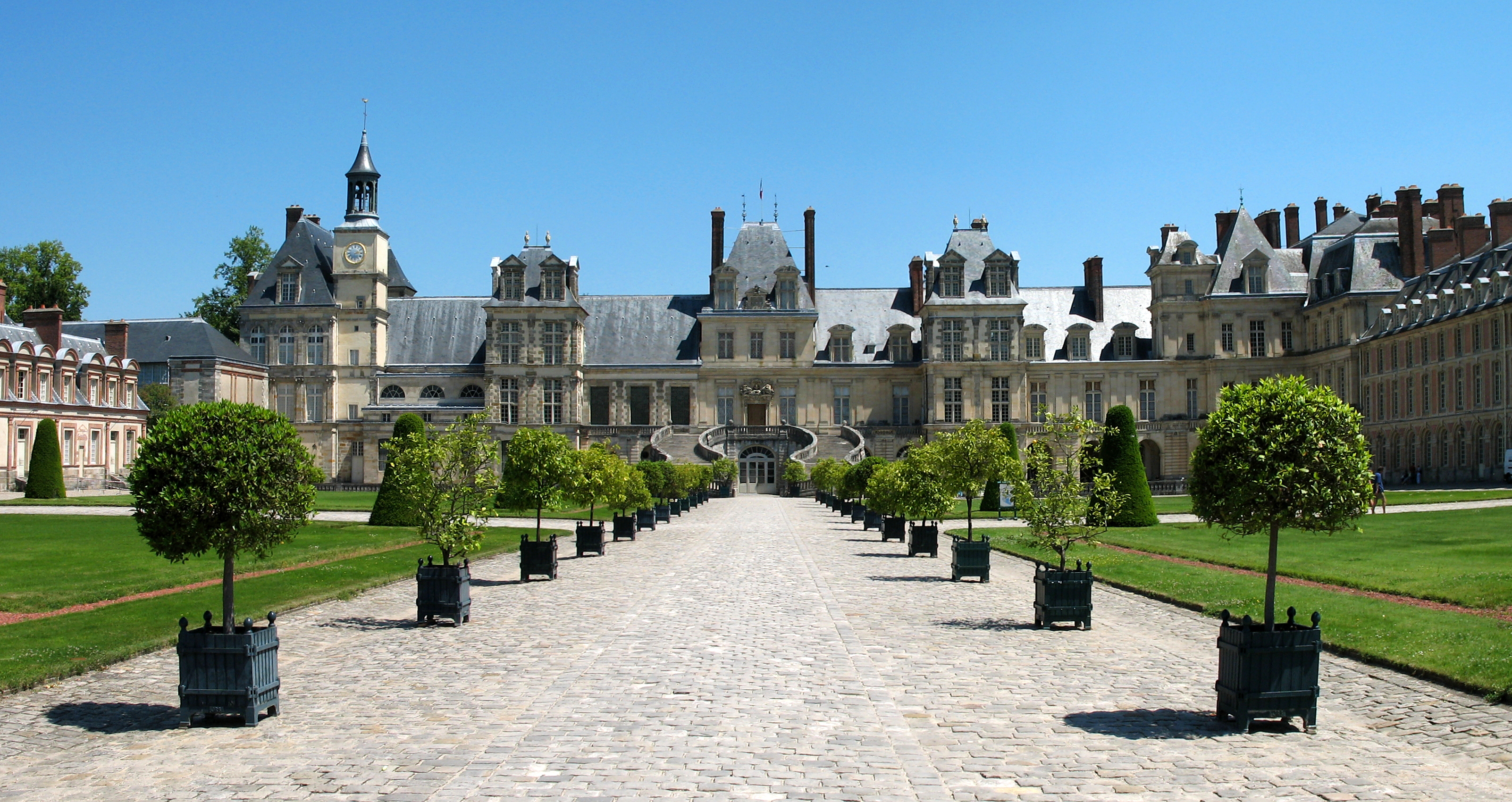
Schloss Fontainebleau

Franz I. hatte keine feste Residenz, vielmehr reiste er mit seinem Hof im Land umher. Diese Art des Reisekönigtums war für die Zeit nicht untypisch, brachte jedoch auch die mangelnde Hauptstadtfunktion von Paris zum Ausdruck. 18 000 Pferde transportierten Wandteppiche, Möbel, Zelte, Gold- und Silbergeschirr von Unterkunft zu Unterkunft. Die Mühe des königlichen Wanderlebens bekam auch der italienische Bildhauer Benvenuto Cellini nach seiner Ankunft bei Franz I. zu spüren. Er schrieb darüber in seiner Biographie:

„Nun mussten wir aber gleich dem Hof folgen, und das war eine rechte Qual. (...) Nun kamen wir manchmal an Orte, wo kaum zwei Häuser waren, und man schlug nach Art der Zigeuner Hütten aus Leinwand auf, und ich hatte gar oft viel zu leiden.“

### Wissenschaft

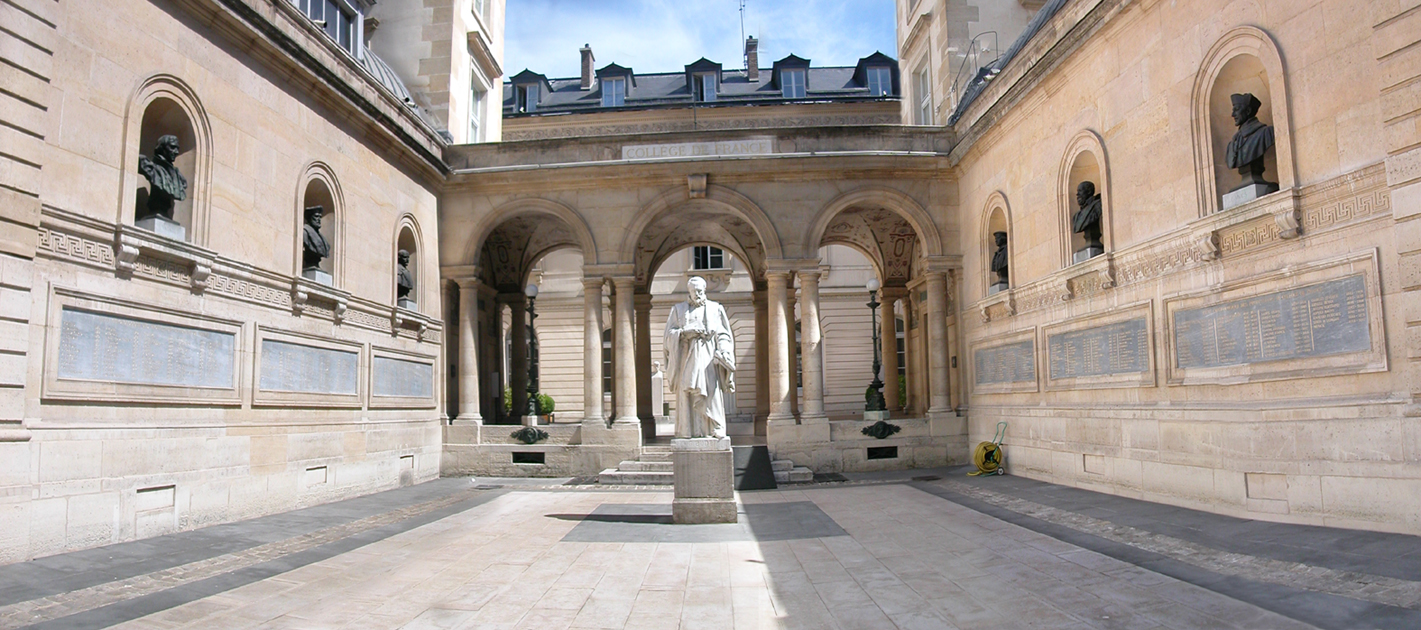
Hof des Collège de France mit der Statue von Guillaume Budé

Er gründete unter anderem das Collège de France unter dem Namen Collège des trois Langues (deutsch Schule der drei Sprachen), an dem zunächst Latein, Griechisch und Hebräisch unterrichtet wurden. Per Dekret erhob er die Kunstschlosser in den Stand der Künste. Nach ihm erlernten alle französischen Könige (z. B. Ludwig XVI.) dieses Handwerk.
Am 15. August 1539 erließ Franz I. das Edikt von Villers-Cotterêts, das das Lateinische in seiner Funktion als Kanzleisprache durch die „französische Muttersprache“ ersetzte. Dies wird oft als Etablierung des Französischen als Amtssprache Frankreichs missverstanden; tatsächlich bedeutete es die Abschaffung des Lateinischen und eröffnete in verschiedenen Provinzen die Möglichkeit, die örtliche Regionalsprache im offiziellen Schriftverkehr zu verwenden.

## Ehen und Nachkommen
Am 18. Mai 1514 heiratete er Claude de France (* 13. Oktober 1499; † 20. Juli 1524), Tochter Königs Ludwig XII. und der Anne de Bretagne. Mit ihr hatte er zehn Kinder, von den zwei früh starben:
- Louise (* 19. August 1515; † 21. September 1518)
- Charlotte (* 23. Oktober 1516; † 18. September 1524)
- N (*/† 1517)
- François (* 28. Februar 1518; † 10. August 1536), 1524 Herzog der Bretagne
- Henri (* 31. März 1519; † 10. Juli 1559), als Henri II König von Frankreich
- Madeleine (* 10. August 1520; † 7. Juli 1537), ⚭ Jakob V. von Schottland
- N (*/† 1521)
- Charles (* 22. Januar 1522; † 9. September 1545), Herzog von Angoulême (1531–1545), Herzog von Orléans (1536–1545), Herzog von Châtellerault, Graf von Clermont-en-Beauvaisis und la Marche (1540–1545), Herzog von Bourbon (1544–1545)
- Marguerite (* 5. Juni 1523; † 15. September 1574), ⚭ Herzog Emanuel Philibert von Savoyen
- Philippe (*/† 1524)

Die drei Totgeburten sowie der frühe Tod von Louise sprechen, ähnlich wie im Fall des französischen Königs Karl VIII., für die Triftigkeit der Syphilisdiagnose nach Auguste Fournier (Syphilis und Ehe. Vorlesungen. Berlin 1881), wie auch schon von Honoré de Balzac in seiner Erzählung Einfalt (aus den Les cent contes drôlatiques [1832–1853]) angedeutet.
Am 7. August 1530 heiratete Franz I. Eleonore von Kastilien aus dem Haus Habsburg. Diese Ehe blieb kinderlos.
Franz I. unterhielt außerdem zahlreiche Liebschaften, unter anderem mit Françoise de Foix, Dame de Châteaubriant (1495–1537), Anne de Pisseleu, Herzogin d’Etampes, Marie d’Assigny, Madame de Canaple, Mary Boleyn, Schwester der englischen Königin Anne Boleyn, und Marie de Langeac, Madame de Lestrange.
- Mit Louise de La Rieux (* 1483) hatte er den unehelichen Sohn Nicolas d’Estouteville (1545–1567).

## Vorfahren
|  |                                                  |  |  |  |  |  |  |  |  |  |  |  |  |
|  | Louis de Valois, duc d’Orléans (1372–1407)       |  |  |  |  |  |  |  |  |  |  |  |  |
|  |                                                  |  |  |  |  |  |  |  |  |  |  |  |  |
|  |                                                  |  |  |  |  |  |  |  |  |  |  |  |  |
|  | Jean de Valois, comte d’Angoulême (1399–1467)    |  |  |  |  |  |  |  |  |  |  |  |  |
|  |                                                  |  |  |  |  |  |  |  |  |  |  |  |  |
|  |                                                  |  |  |  |  |  |  |  |  |  |  |  |  |
|  | Valentina Visconti (gest. 1408)                  |  |  |  |  |  |  |  |  |  |  |  |  |
|  |                                                  |  |  |  |  |  |  |  |  |  |  |  |  |
|  |                                                  |  |  |  |  |  |  |  |  |  |  |  |  |
|  | Charles de Valois Hzg. von Angoulême (1459–1496) |  |  |  |  |  |  |  |  |  |  |  |  |
|  |                                                  |  |  |  |  |  |  |  |  |  |  |  |  |
|  |                                                  |  |  |  |  |  |  |  |  |  |  |  |  |
|  | Alain IX. de Rohan (gest. 1462)                  |  |  |  |  |  |  |  |  |  |  |  |  |
|  |                                                  |  |  |  |  |  |  |  |  |  |  |  |  |
|  |                                                  |  |  |  |  |  |  |  |  |  |  |  |  |
|  | Marguerite de Rohan (gest. 1496)                 |  |  |  |  |  |  |  |  |  |  |  |  |
|  |                                                  |  |  |  |  |  |  |  |  |  |  |  |  |
|  |                                                  |  |  |  |  |  |  |  |  |  |  |  |  |
|  | Marguerite de Montfort (gest. 1428)              |  |  |  |  |  |  |  |  |  |  |  |  |
|  |                                                  |  |  |  |  |  |  |  |  |  |  |  |  |
|  |                                                  |  |  |  |  |  |  |  |  |  |  |  |  |
|  | Franz I. König von Frankreich                    |  |  |  |  |  |  |  |  |  |  |  |  |
|  |                                                  |  |  |  |  |  |  |  |  |  |  |  |  |
|  |                                                  |  |  |  |  |  |  |  |  |  |  |  |  |
|  | Ludwig von Savoyen (1413–1465)                   |  |  |  |  |  |  |  |  |  |  |  |  |
|  |                                                  |  |  |  |  |  |  |  |  |  |  |  |  |
|  |                                                  |  |  |  |  |  |  |  |  |  |  |  |  |
|  | Philipp II. Von Savoyen (1438–1497)              |  |  |  |  |  |  |  |  |  |  |  |  |
|  |                                                  |  |  |  |  |  |  |  |  |  |  |  |  |
|  |                                                  |  |  |  |  |  |  |  |  |  |  |  |  |
|  | Anne de Lusignan (1418–1462)                     |  |  |  |  |  |  |  |  |  |  |  |  |
|  |                                                  |  |  |  |  |  |  |  |  |  |  |  |  |
|  |                                                  |  |  |  |  |  |  |  |  |  |  |  |  |
|  | Luise von Savoyen (1476–1531)                    |  |  |  |  |  |  |  |  |  |  |  |  |
|  |                                                  |  |  |  |  |  |  |  |  |  |  |  |  |
|  |                                                  |  |  |  |  |  |  |  |  |  |  |  |  |
|  | Charles I. de Bourbon (1401–1456)                |  |  |  |  |  |  |  |  |  |  |  |  |
|  |                                                  |  |  |  |  |  |  |  |  |  |  |  |  |
|  |                                                  |  |  |  |  |  |  |  |  |  |  |  |  |
|  | Marguerite de Bourbon (1438–1483)                |  |  |  |  |  |  |  |  |  |  |  |  |
|  |                                                  |  |  |  |  |  |  |  |  |  |  |  |  |
|  |                                                  |  |  |  |  |  |  |  |  |  |  |  |  |
|  | Agnes von Burgund (1407–1476)                    |  |  |  |  |  |  |  |  |  |  |  |  |
|  |                                                  |  |  |  |  |  |  |  |  |  |  |  |  |
|  |                                                  |  |  |  |  |  |  |  |  |  |  |  |  |

## Literarische Rezeption
Einige Legenden über das Leben Franz I. führten dazu, dass über ihn auch literarische Werke geschrieben wurden. 
- Eines dieser Werke wurde sowohl als Schauspiel, dann auch als Libretto sehr bekannt: Le roi s’amuse (Der König amüsiert sich) ist ein Theaterstück, das von Victor Hugo im Jahre 1832 geschrieben wurde. Am 22. November 1832 fand die Uraufführung in der Comédie-Française in Paris statt. Francesco Maria Piave bearbeitete das Stück für Giuseppe Verdi, der es unter dem Titel Rigoletto komponierte.

- Schillers Ballade Der Handschuh schildert einen Vorfall, der sich während eines von Franz I. veranstalteten Kampfes mit Löwen zugetragen haben soll.

### Medien
- War of Thrones – Krieg der Könige, mehrteilige Dokumentationen über die Zeit der Renaissance und der Glaubenskriege ab Staffel 1, Folge 1 bis Staffel 2, Folge 10 von Vanessa Pontet, Christoph Holt und Alain Brunard ( auf zdf.de)
- Christoph Vormweg: 12.09.1494 - Geburtstag von Franz I., König von Frankreich WDR ZeitZeichen vom 12. September 2014. (Podcast)